# Левше
Левше (пол. Lewsze) — село в Польщі, у гміні Міхалово Білостоцького повіту Підляського воєводства.
Населення — 69 осіб (2011).
У 1975-1998 роках село належало до Білостоцького воєводства.

## Демографія
Демографічна структура станом на 31 березня 2011 року:
|          | Загалом | Допрацездатний вік | Працездатний вік | Постпрацездатний вік |
| -------- | ------- | ------------------ | ---------------- | -------------------- |
| Чоловіки | 39      | 9                  | 24               | 6                    |
| Жінки    | 30      | 6                  | 16               | 8                    |
| Разом    | 69      | 15                 | 40               | 14                   |